# Онкохирургия
Онкохирургия (или, иначе, оперативная онкология, онкологическая хирургия) — раздел медицины, возникший на стыке онкологии и хирургии и изучающий возможности применения оперативных, хирургических методов при лечении онкологических заболеваний (то есть доброкачественных и злокачественных новообразований).
Онкохирургия, помимо традиционных для общей хирургии принципов асептики и антисептики при выполнении хирургических вмешательств, вводит 2 новых принципа — принцип абластики и принцип антибластики.
Абластика - комплекс мероприятий, предупреждающих попадание злокачественных клеток в рану и их диссеминацию по сосудам. Приемы абластики:
1) бережное обращение с пораженным органом, его изоляция от окружающих тканей с помощью марлевых салфеток при выполнении травматичных этапов операции;
2) периодическая смена инструментов и перчаток;
3) предварительная перевязка кровеносных сосудов;
4) использование электрохирургических, радиоволновых, лазерных и других инструментов.
5) удаление опухоли в пределах здоровых тканей, расположенных в одном фасциальном пространстве, единым блоком с путями лимфооттока.
Антибластика - уничтожение и удаление попавших в операционное поле опухолевых клеток путем промывания (например, растворами нитрофурала, 3% перекиси водорода, спирта этилового 95°, фотодинамического воздействия или ионизирующего облучения